# 아카이 타카미

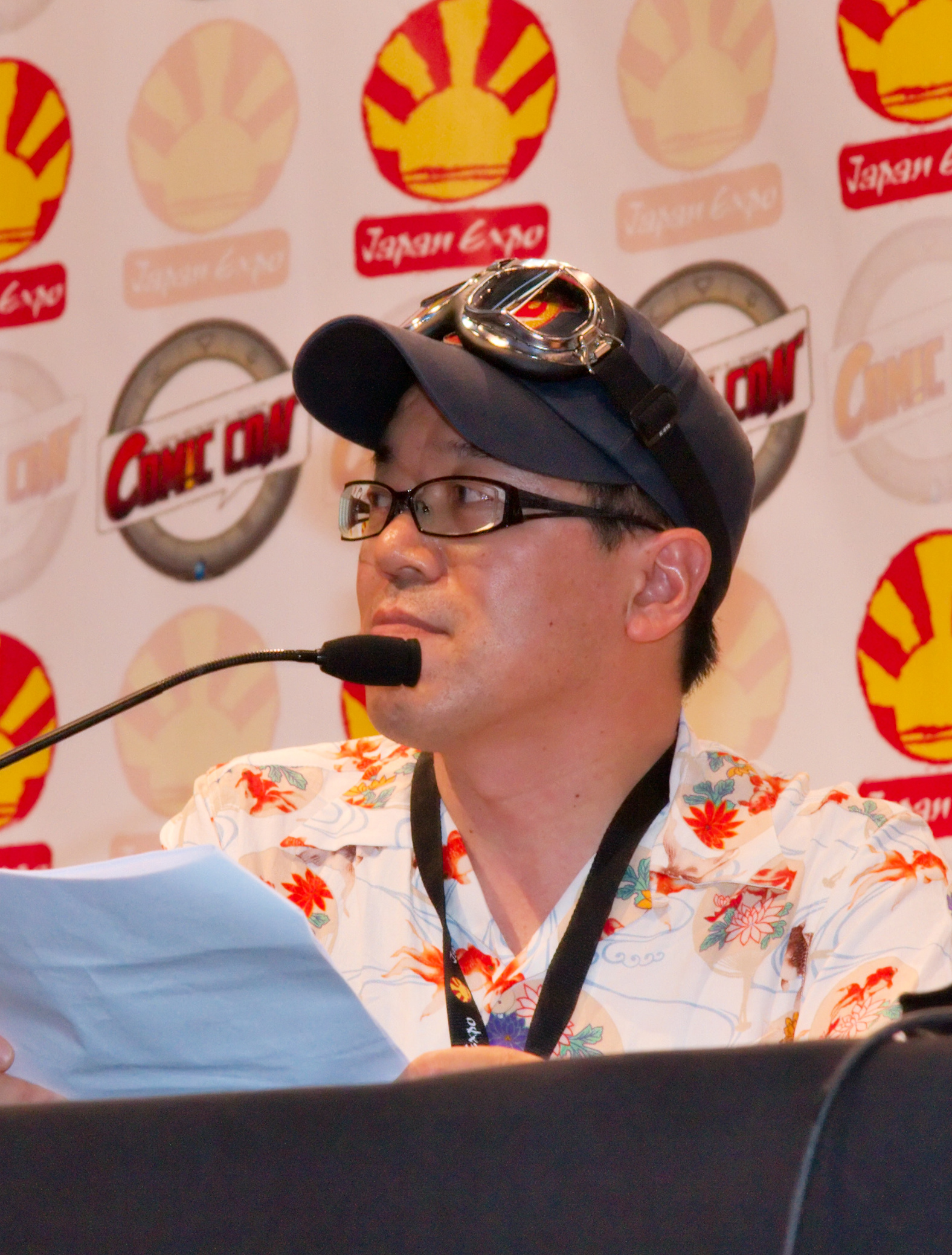

아카이 다카미(일본어: 赤井 孝美, 1961년 11월 21일 ~ )는 일본의 삽화가이자 감독이다. 주식회사 가이낙스 소속이며, 유한회사 나인라이브 대표이자 가이낙스 이사 등을 역임하고 있다.

## 개요
삽화가로서 활동하는 동시에 원안, 캐릭터 디자인 등 게임 개발자로서도 활동해 여러 방면 분야에서 활동하고 있다. 아카리 다카미는 자신의 직업에 대해 "삽화가, 기획 프로듀서"라 소개하고 있다.
DAICON FILM의 구성원들과 같이 가이낙스를 세우는 데 참여하였다. 1991년, 감독과 각본, 캐릭터 디자인을 맡은 《프린세스 메이커》를 발표해 미소녀 시뮬레이션이란 장르를 확립했다는 평가를 받고 있다. 그 후, 자신의 회사, 나인라이브스를 세워 활동하다가 2001년에 가이낙스의 이사로 복귀한다. 2007년, 가이낙스의 이사직을 사퇴한다.

## 인용
1. ↑  「赤井孝美プロフィール」『NINELIVES/赤井孝美プロフィール 보관됨 (날짜 없음) - 신 알렉산드리아 도서관』ガイナックス.
2. 1 2  「赤井孝美――公開終了」『ガイナックス、新世紀エヴァンゲリオン｜あなたとわたしのGAINAX 보관됨 2009-04-23 - 웨이백 머신』講談社。

## 같이 보기
- 바론
- 가이낙스